# Parc Arqueològic de Neàpolis

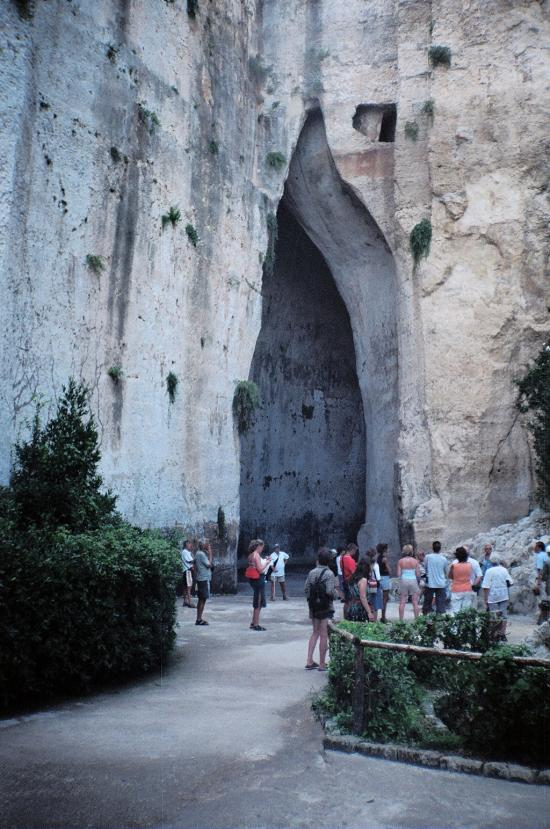
Orella de Dionís

El Parc Arqueològic de Neàpolis (italià: Parco archeologico della Neapolis) és un jaciment arqueològic situat a Siracusa, Sicília.

## Història

### Neapolis
Neapolis era un dels cinc districtes de l'antiga ciutat grega de Siracusa —coneguda per això com la «pentàpolis»— juntament amb Ortígia, Acradina, Epipoli i Tiche. La colònia es fundà a l'illa d'Ortígia, al segle VIII ae, i després es va expandir cap al nord continental. El barri de Neapolis (el nom del qual significa 'ciutat nova' en grec) cresqué a partir del segle iii aC en una zona que havia estat ocupada per una necròpoli i pedreres. El tirà Hieró II hi feu construir un conjunt monumental —amb un gran teatre com a màxim exponent— per reafirmar el seu poder personal i el de Siracusa, després de la Primera Guerra púnica (264-241 ae).
En l'actualitat el nom de Neapolis es conserva com una de les circumscripcions (frazione) de Siracusa, urbanitzada a mitjan s. XX, que eren terrens de l'antic districte.

### Parc Arqueològic
Les primeres excavacions a l'àrea de Neapolis les feu al 1840 el duc de Serradifalco. Els seus treballs els van continuar els arqueòlegs Paolo Orsi i Luigi Bernabò Brea. Aquest últim feu possible el Parc Arqueològic entre 1952 i 1955, per salvaguardar les restes arqueològiques del creixement urbanístic de la moderna Siracusa.

## Principals monuments

### Sant Nicolau dels Corders i piscina romana
Al costat de l'entrada del Parc Arqueològic hi ha l'església de Sant Nicolau dels Corders dedicada a Nicolau de Mira. És una sola nau rectangular amb absis semicircular, i portals i finestres arquejades. La construïren en el període normand (segle xi), després de la dominació àrab de Siracusa. Mostra de la seua importància en aquesta època és la celebració, al 1093, del funeral de Jordan de Altavilla, comte de Siracusa i fill de Roger I de Sicília.
L'església perdé l'ús religiós en l'edat mitjana. Al 1577 es va convertir en seu gremial dels corders, que treballaven en una cova propera, la Grotta dei Cordari. Al 1955, amb la creació del Parc Arqueològic, l'antiga església s'adequà com a oficina d'informació per al recinte.
El temple està construït sobre l'anomenada piscina romana, les restes de la qual es conserven al subsòl. És una cisterna, amb sostre amb arcs i sustentat per 14 pilars, que hauria servit com a dipòsit d'aigua per a les naumàquies celebrades a l'amfiteatre romà de Neapolis.

### Teatre grec
El teatre grec destaca per la càvea, una de les més grans construïdes pels antics grecs: té 67 fileres, dividides en 9 seccions amb 8 corredors. L'edifici el modificaren els romans.

### Amfiteatre romà
L'amfiteatre romà data de l'època imperial. Està parcialment excavat a la roca. Al centre hi ha un espai rectangular que s'usava per a la maquinària escènica.

### Altar de Hieró
L'altar de Siracusa el construí Hieró II entre 241 i 215 ae. Es creu que estava dedicat a Zeus Eleutherios. Amb 198 m de longitud i 22,8 m d'amplària, és el major altar conegut de l'antiguitat. Del monument només es conserva el gran basament; la resta se'n desmuntà al segle xvi i s'aprofità com a material de construcció de les fortificacions espanyoles.

### Latomies
Les latomie són coves artificials creades per a l'explotació de les roques calcàries com a pedreres, i més tard foren presons. La seua data d'excavació és del voltant del segle v aC i degueren usar-se per la necessitat de pedra per a la construcció del barri de Neapolis.
El Parc Arqueològic de Neapolis alberga algunes d'aquestes antigues pedreres, i la major és la Latomia del Paradís. Situada a l'oest del recinte, hi ha cavitats notables com la «Grotta dei Cordari», la «Grotta del Salnitro» i l'Orella de Dionís. Les altres latomie de Neapolis són la Latomia dell'Intagliatella i la de Santa Venera, on destaca l'enorme «Ficus delle Pagode», un exemplar centenari de Ficus macrophylla.

### Gruta delNinfeo
La Gruta del Ninfeo és una cova artificial a la part superior del turó Temenite, en una terrassa rectangular que s'estén per sobre del teatre grec i s'obri al centre de la paret rocosa. La cova té a dins una conca rectangular on es recull l'aigua —procedent dels aqüeductes Galermi i Ninfeo— que cau en cascada des d'una cavitat situada al fons de la paret rocosa. El terme ninfeo recorda que la font estava dedicada al culte a les nimfes.
Es creu que el Ninfeo albergava un santuari de les muses —a manera de Museion— on els actors s'aplegaven abans d'actuar en el teatre. Aquesta teoria se sustenta en la troballa d'inscripcions honoràries i de tres estàtues de marbre femenines, identificades amb muses, que es conserven al Museu Arqueològic Paolo Orsi. Al costat de la paret de l'entrada hi ha edicles d'ofrena (naiskos) que es feien servir per a la pràctica del culte dels herois.

### Via dels Sepulcres

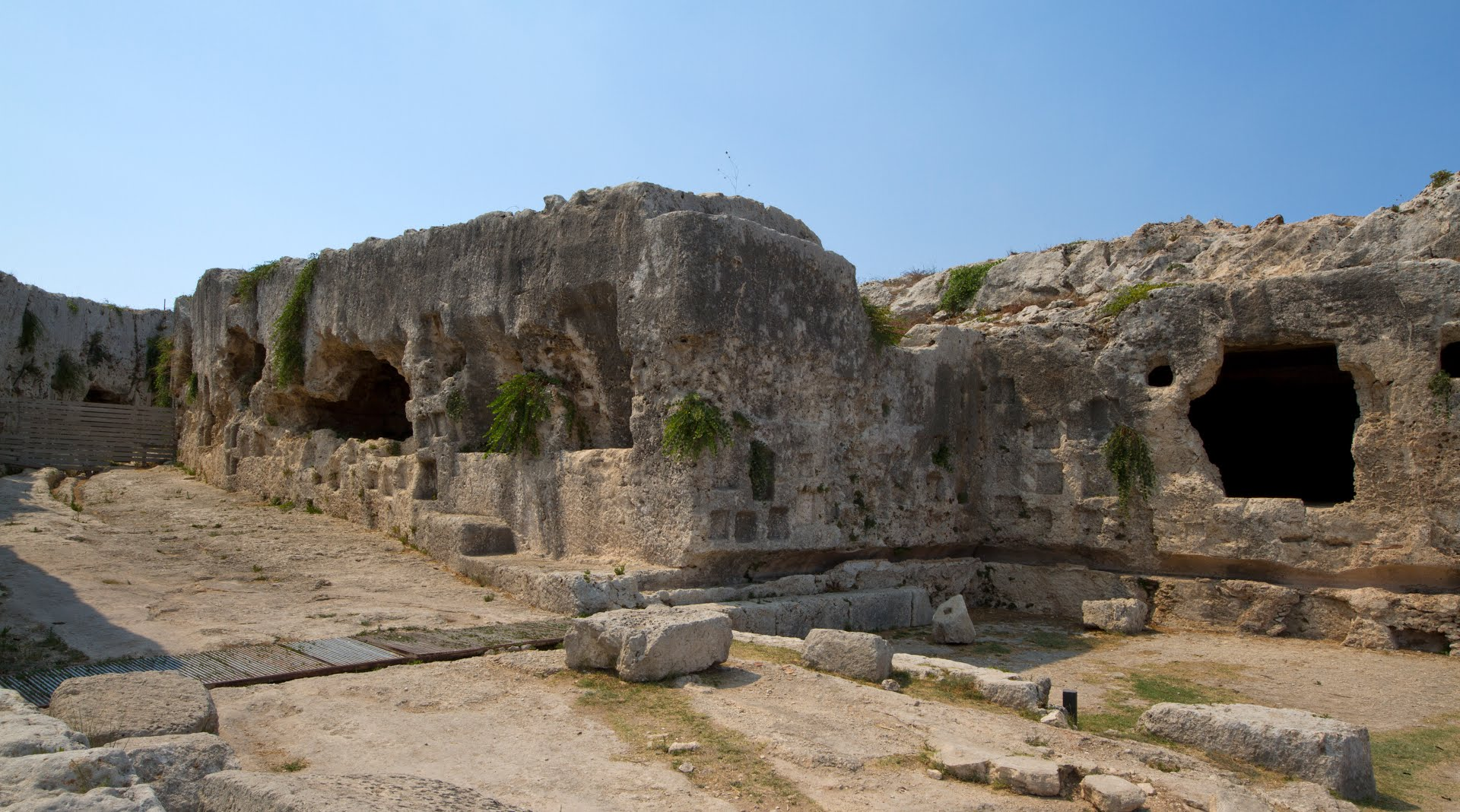
Via dels Sepulcres

A l'oest de la Gruta del Ninfeo ix la via dels Sepulcres, un camí que discorre en trinxera entre parets rocoses on hi ha petits nínxols utilitzats per a la col·locació de plaques d'ofrena i una sèrie d'hipogeus de l'època bizantina. El camí, de 150 m de longitud, duu al cim del turó Temenite, on s'han trobat restes arqueològiques, entre aquestes les que s'atribueixen al Santuari d'Apol·lo Temenite.

### Necròpoli Groticelli i tomba d'Arquimedes

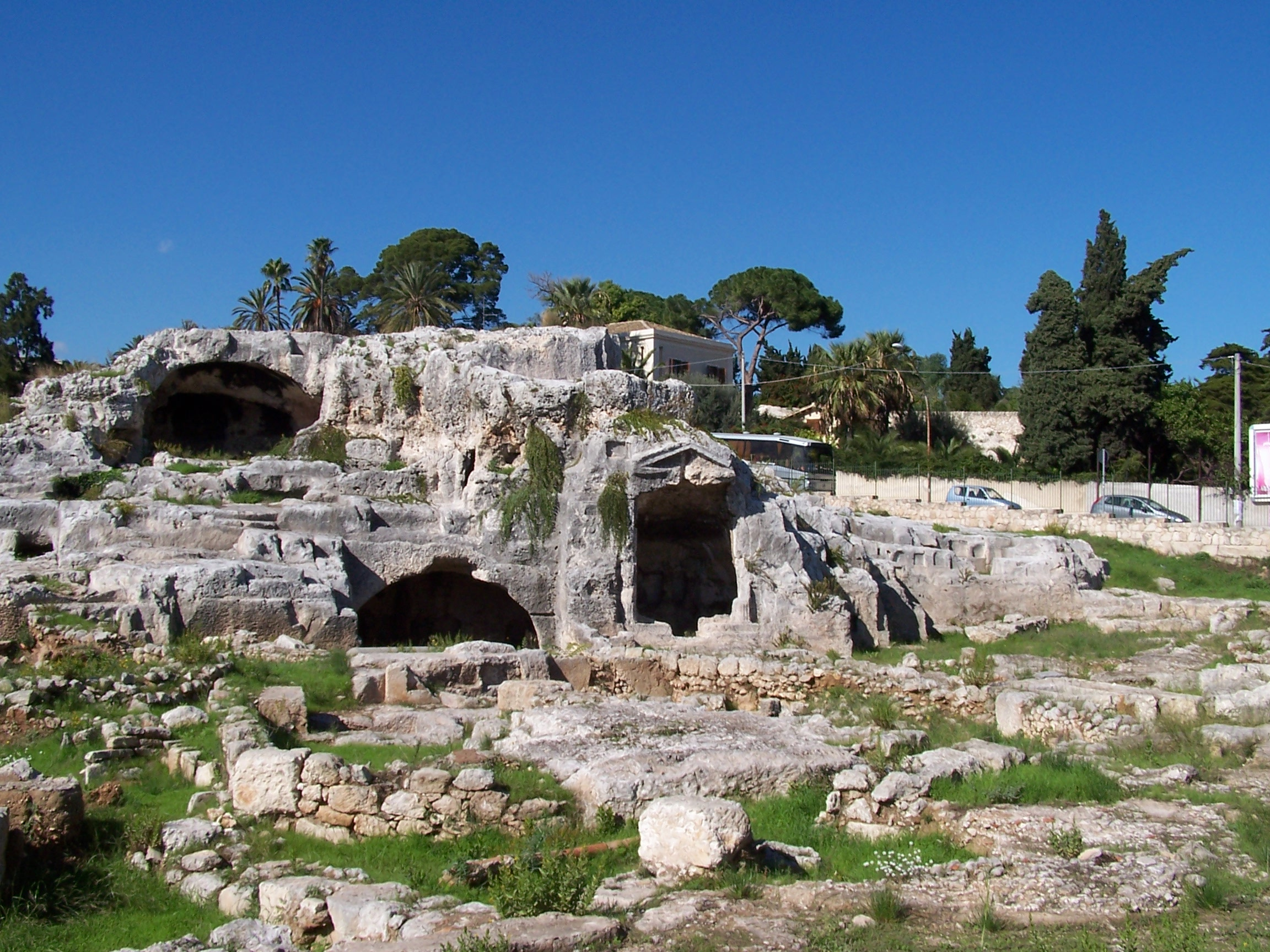
La suposada tomba d'Arquimedes a la necròpoli Grotticelli

Més enllà de la latomia de Santa Venera, a l'extrem nord-est del parc, hi ha la necròpoli Grotticelli. Entre sepulcres grecs, romans i bizantins excavats a la roca destaca un columbari, decorat amb columnes dòriques coronades per un front amb timpà, esculpit en la roca. Tradicionalment aquest sepulcre s'ha identificat, erròniament, com la tomba d'Arquimedes, i en realitat és una tomba romana.